# Stara Wieś (powiat limanowski)
Stara Wieś – wieś w Polsce, położona w województwie małopolskim, w powiecie limanowskim, w gminie Limanowa. Podzielona jest na dwa sołectwa: Stara Wieś I i Stara Wieś II. W latach 1975–1998 miejscowość należała administracyjnie do województwa nowosądeckiego.

## Położenie
Stara Wieś leży na południe od Limanowej. Pola i zabudowania Starej Wsi znajdują się w dolinie Potoku Starowiejskiego i na północnych stokach należących do Beskidu Wyspowego szczytów Cichoń i Ostra. W obrębie Starej Wsi znajduje się także należące do Beskidu Wyspowego wzniesienie Golców i południowo-zachodnie stoki wzniesienia Jabłoniec. Na obydwu tych wzniesieniach w czasie I wojny światowej 1914 roku wojska rosyjskie i austro-węgierskie toczyły krwawe walki w czasie Bitwy pod Limanową. Znajdują się na nich cmentarze wojenne.
Część wsi znajduje się w granicach Limanowej od 1977.

## Integralne części wsi
| Rodzaje    | Nazwy |
| ---------- | --- |
| części wsi | Brzeg, Ćwikówka, Dzielec, Gaik, Golców, Góry, Jabłoniec, Kąty, Kretówki, Łąki, Leśniówka, Majerz, Morgi, Podgolców, Podjabłoniec, Podlas, Podlipowe, Rola, Sajdakówka, Skorupówka, Skrajózkówka, Tokarzówka, Wiśnicz, Wojtasówka, Wola, Wyręby, Zagolców, Zakopane |

## Historia
23 lutego 1944 Gestapo z Nowego Sącza przy drodze Limanowa – Stara Wieś rozstrzelało 19 z 20 więźniów przywiezionych z Nowego Sącza i Krakowa. Jednego z uwięzionych udało się uratować.
27 czerwca 2025 we wsi doszło do strzelaniny, w wyniku której zginęły dwie osoby, a jedna została ranna. W poszukiwaniach domniemanego sprawcy Tadeusza Dudy wzięło udział blisko pół tysiąca policjantów.

## Zabytki
Obiekt wpisany do rejestru zabytków nieruchomych województwa małopolskiego.
- Cmentarz z I wojny światowej nr 369.

Tutejsi katolicy należą do parafii pw. św. Józefa Rzemieślnika, posiadającej w centrum miejscowości nowoczesny kościół.

## Osoby związane z miejscowością
- January Zubrzycki – profesor nauk medycznych, ginekolog[11].
- Franciszek Młynarczyk – major piechoty Wojska Polskiego, ofiara zbrodni katyńskiej[12].

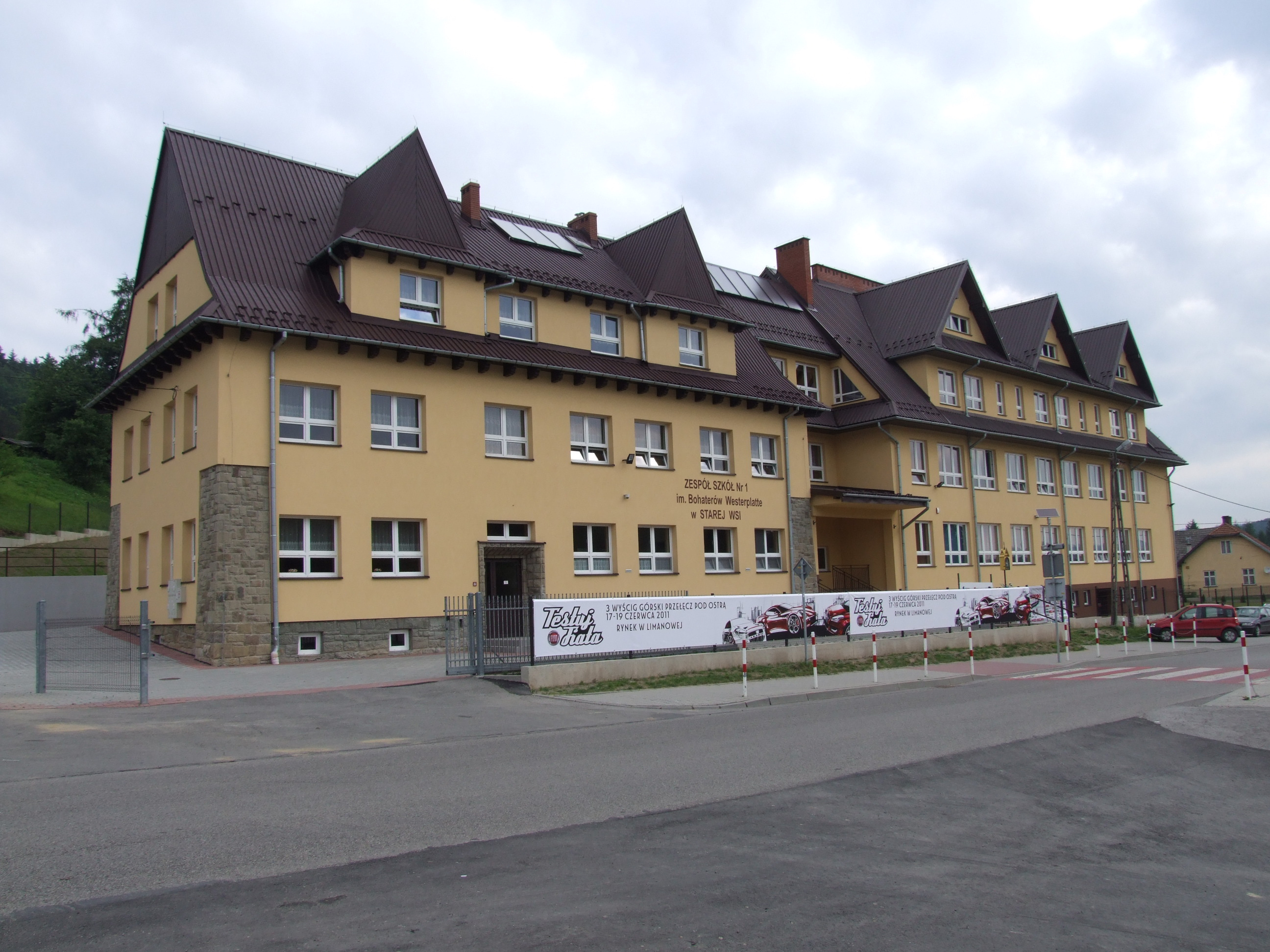
Zespół szkół
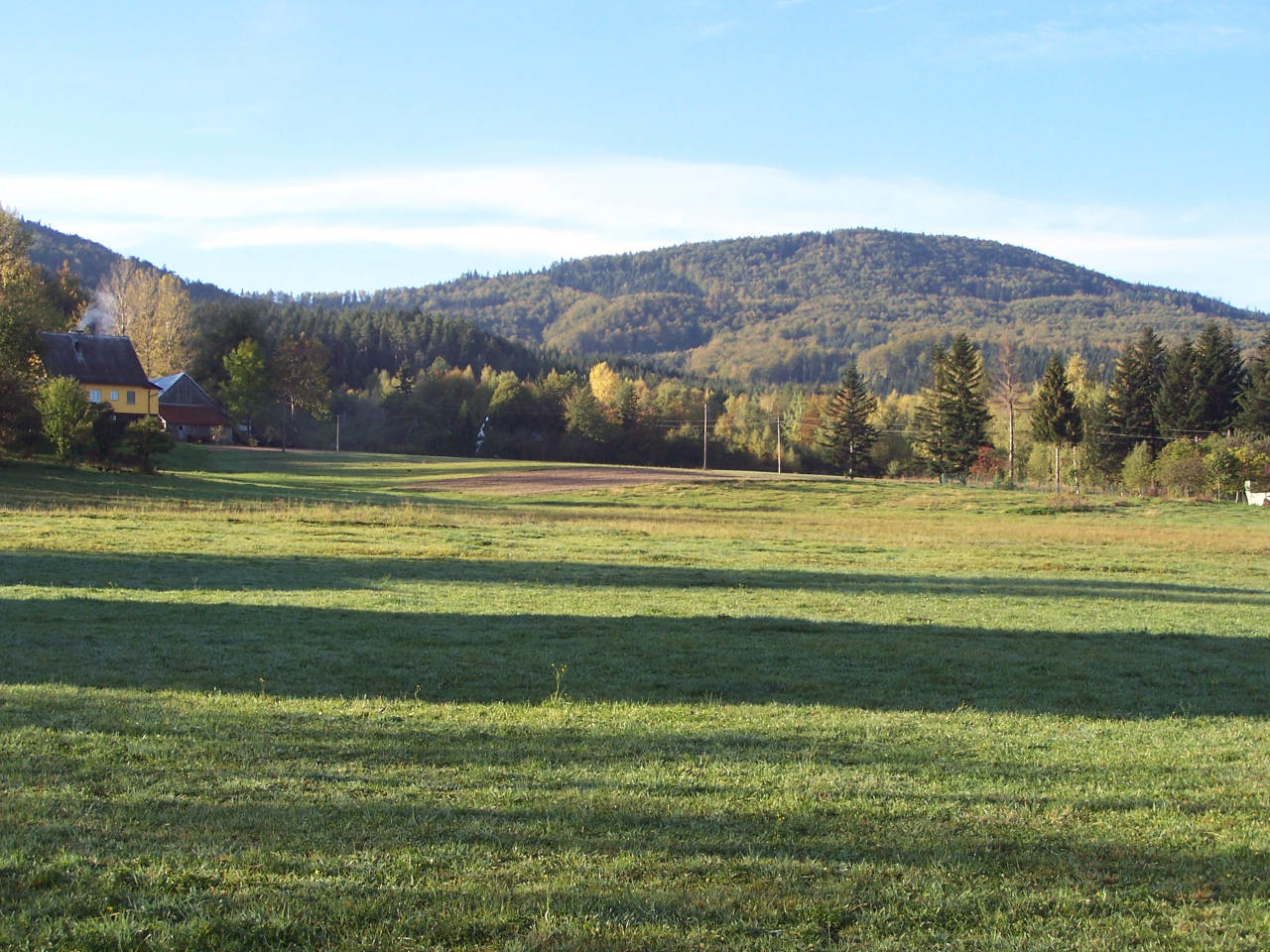
Cichoń
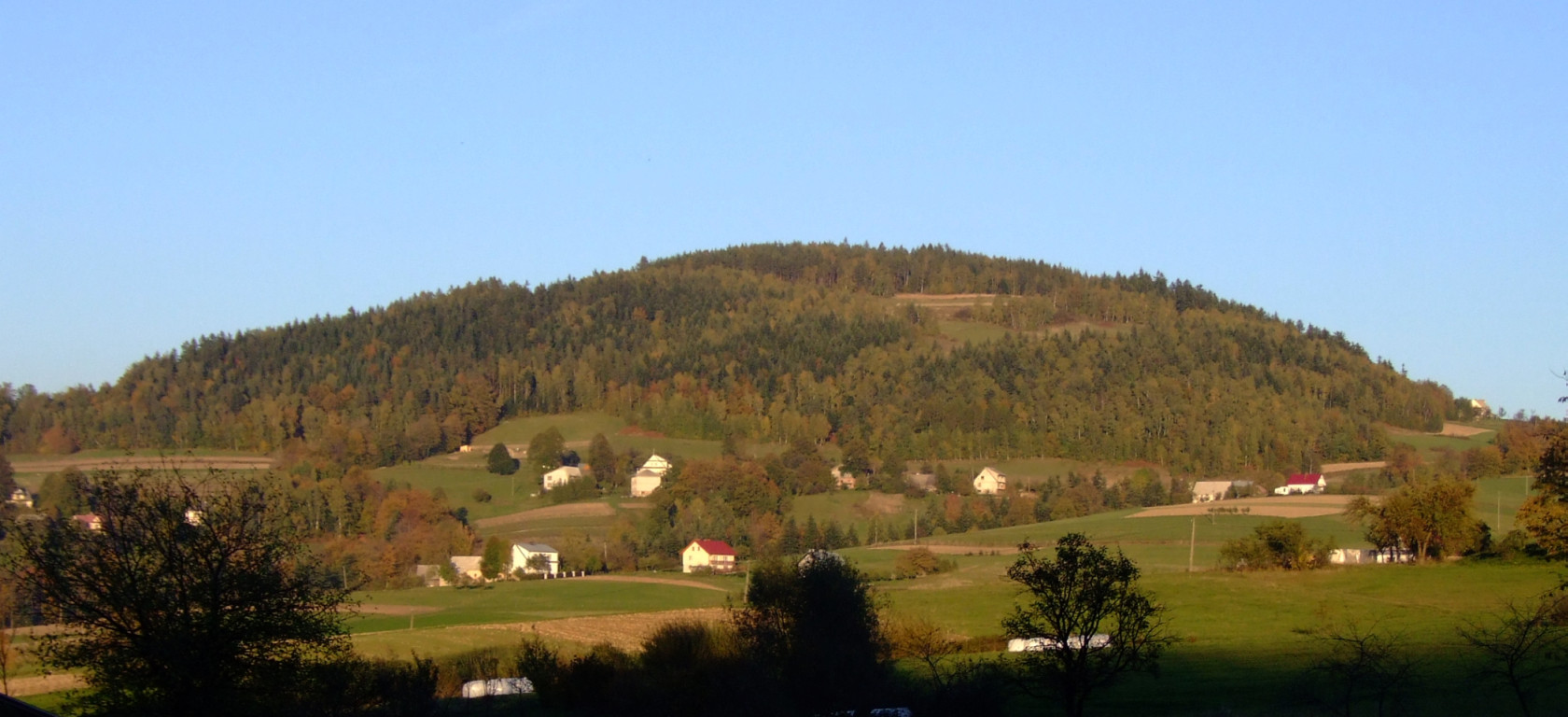
Golców
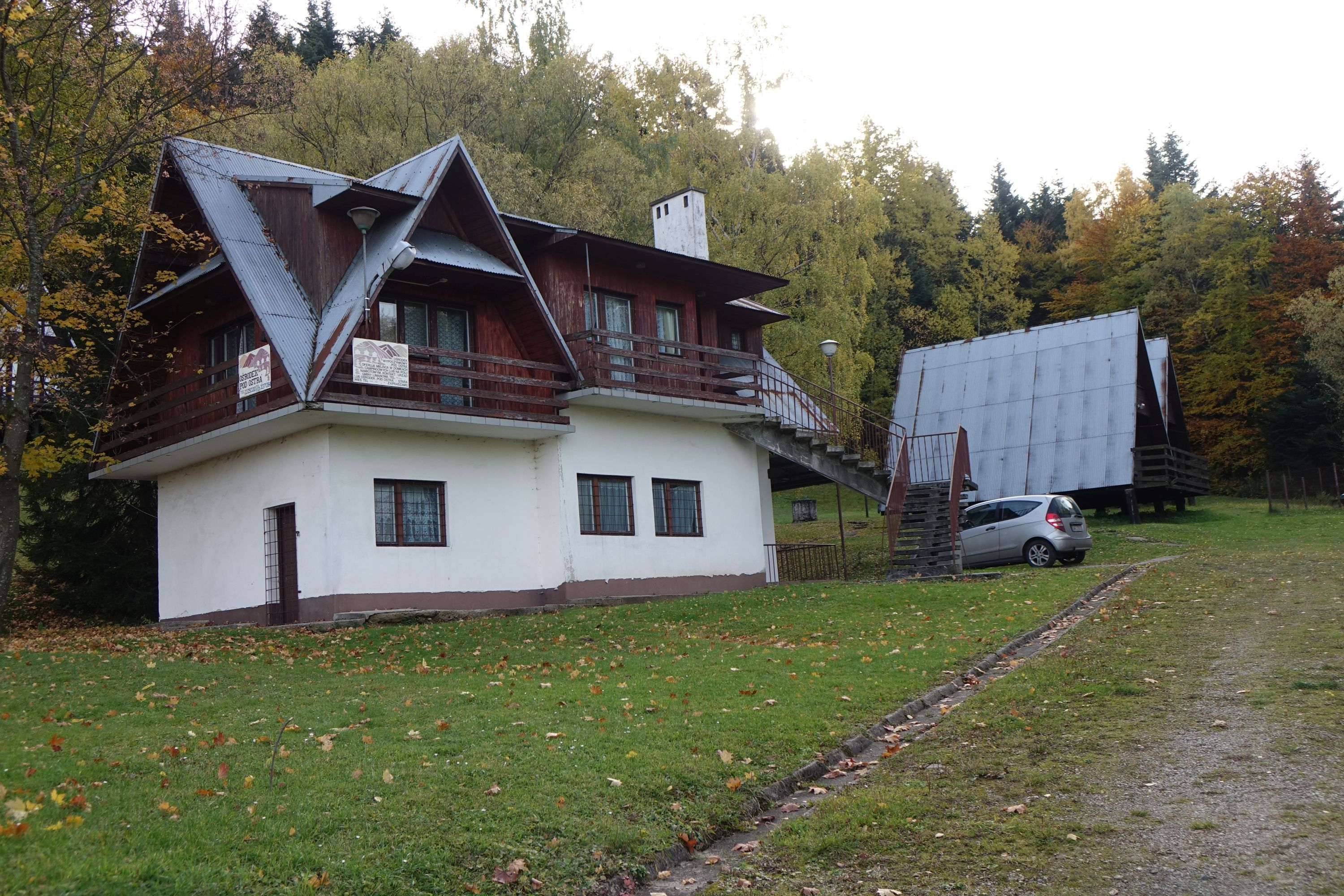
Ośrodek wypoczynkowy pod Ostrą
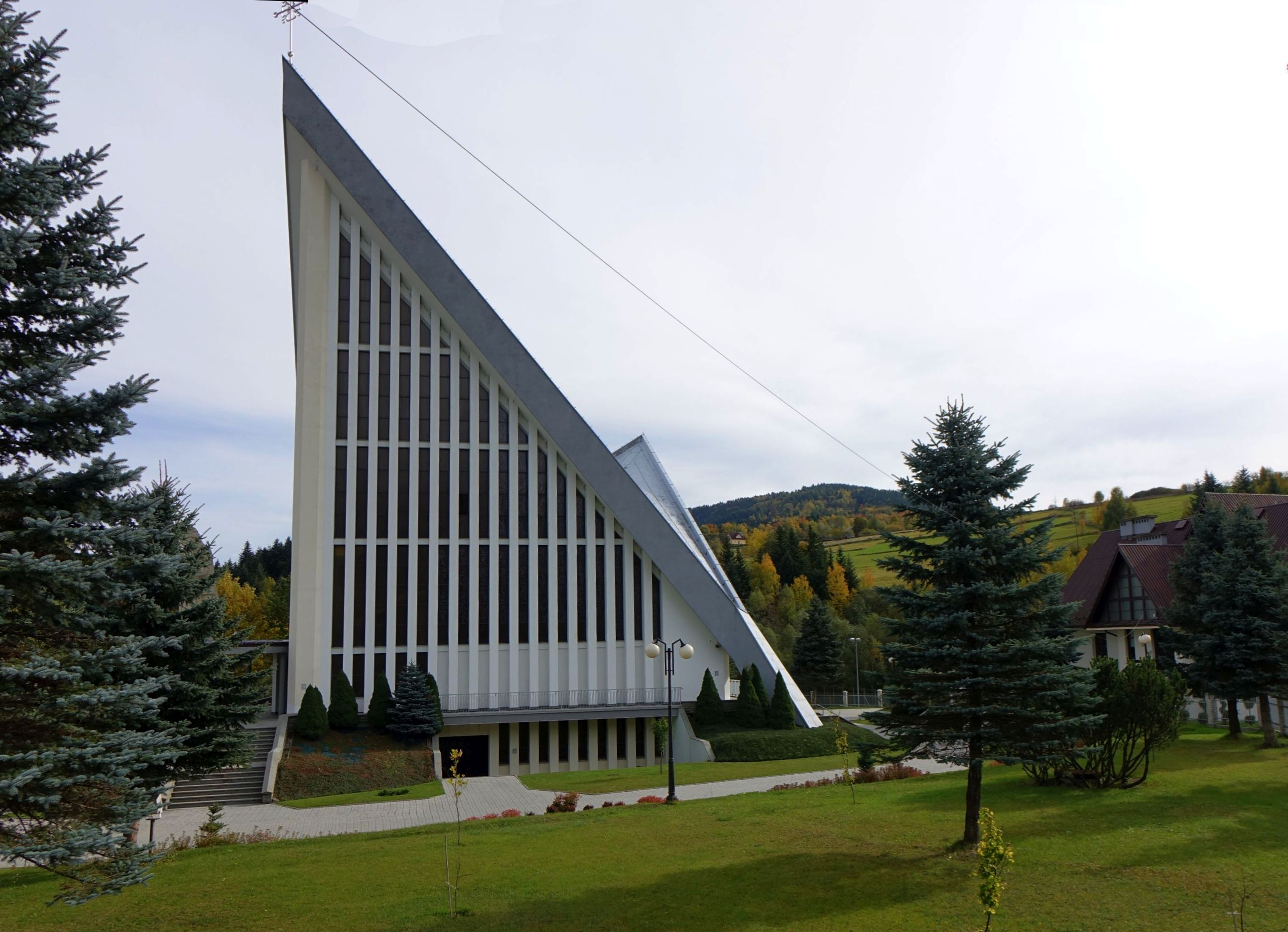
Kościół